# Bureta
Bureta település Spanyolországban,  Zaragoza tartományban. Bureta Alberite de San Juan, Ainzón, Albeta és Fuendejalón községekkel határos. Lakosainak száma 208 fő (2024).

## Népesség
A település népessége az utóbbi években az alábbiak szerint változott:
| Lakosok száma | 317  | 303  | 286  | 279  | 268  | 258  | 222  | 214  | 213  | 208  |
|               | 2001 | 2004 | 2007 | 2009 | 2012 | 2014 | 2017 | 2019 | 2022 | 2024 |